# Sostegno
Sostegno é uma comuna italiana da região do Piemonte, província de Biella, com cerca de 784 habitantes. Estende-se por uma área de 18 km², tendo uma densidade populacional de 44 hab/km². Faz fronteira com Crevacuore, Curino, Lozzolo (VC), Roasio (VC), Serravalle Sesia (VC), Villa del Bosco.

## Demografia
| Variação demográfica do município entre 1861 e 2011                               |
|                                                                                   |
| Fonte: Istituto Nazionale di Statistica (ISTAT) - Elaboração gráfica da Wikipedia |